# Чемпіонат України з регбіліг 2011
Чемпіонат України 2011 року з регбіліг.
Третій чемпіонат України з регбіліг серед чоловіків 2011 року розіграли 9 команд (у тому числі дві з Росії), які провели турнір у чотири тури: два в Харкові (2-3 квітня і 4-5 червня), у Донецьку (17-18 вересня) і в Дніпропетровську (22-23 жовтня). 

## Учасники
«Легіон XIII» (Харків), УІПА (Харків), «Шторм» ДЮСШ-7 (Харків), «Тайфун» (Донецьк), «Тигри Донбасу» (Донецьк), «Арго» (Київ), «Дніпро» (Дніпропетровськ), «Кристал» (Ростов-на-Дону, Росія), «Експрес» (Ростов-на-Дону, Росія).

## Турнір
1-й тур: (2-3 квітня), Харків, «Арсенал»
«Легіон XIII» – «Шторм-ДЮСШ7» 40:0 (16:0)
«Тигри Донбасу» – УІПА 14:24 (4:12)
«Дніпро» – «Арго» 0:20 (0:4)
«Шторм-ДЮСШ7» – «Тайфун» 44:0 (26:0)
«Тигри Донбасу» – «Дніпро» 34:0 (22:0)
УІПА – «Арго» 28:8 (12:4)
«Тайфун» – «Легіон XIII» 0:14 (0:10)
«Тайфун» – «Арго» 22:16 (6:10)
«Шторм-ДЮСШ7» – «Тигри Донбасу» 24:4 (6:4)
«Легіон XIII» – УІПА 44:0 (16:0)

2-й тур: (4-5 червня), Харків, «Арсенал»
«Легіон XIII» – «Тайфун» 36:0 (20:0)
«Шторм-ДЮСШ7» – «Тигри Донбасу» 30:18 (24:6)
УІПА – «Легіон XIII» 0:40 (0:20)
«Дніпро» – «Шторм-ДЮСШ7» 0:34 (0:8)
«Тайфун» – УІПА 8:20 (8:4)
«Тигри Донбасу» – «Дніпро» 42:0 (22:0)
«Тайфун» – «Дніпро» 30:0 (12:0)
УІПА – «Тигри Донбасу» 22:12 (10:0)
«Легіон XIII» – «Шторм-ДЮСШ7» 56:0 (24:0)

3-й тур: (17-18 вересня), Донецьк, «Олімп»
«Тайфун» - УІПА 20:6 (6:0)
«Шторм-ДЮСШ7» – «Кристал» 4:14 (4:0)
«Тигри Донбасу» - «Експрес» 28:6 (12:0)
УІПА – «Легіон XIII» 0:42 (0:22)
«Шторм-ДЮСШ7» - «Експрес» 28:6 (16:0)
«Кристал» - «Тигри Донбасу» 4:12 (4:12)
«Легіон XIII» – «Тайфун» 34:4 (12:4)
«Шторм-ДЮСШ7» – УІПА 22:6 (12:0)
«Кристал» - «Тайфун» 8:10 (4:6)
«Легіон XIII» – «Тигри Донбасу» 34:0 (18:0)

4-й тур: (22-23 жовтня), Дніпроопетровськ, «Метеор»
«Легіон XIII» – «Шторм-ДЮСШ7» 22:6
«Тигри Донбасу» – УІПА 14:6
«Тайфун» – «Шторм-ДЮСШ7» 0:28
«Дніпро» – УІПА 10:24
«Легіон XIII» – «Тайфун» 48:0
«Тигри Донбасу» – «Дніпро» 12:12
«Тайфун» – «Дніпро» 28:16
«Шторм-ДЮСШ7» – УІПА 10:26
«Легіон XIII» – «Тигри Донбасу» 40:0

Big Game
«Легіон XIII» – Збірна клубів 26:4

## Турнірна таблиця
| М | Команда         | В  | Н | П | Р:О     | Очки |
| - | --------------- | -- | - | - | ------- | ---- |
| 1 | «Легіон ХІІІ»   | 12 | 0 | 0 | 450:10  | 36   |
| 2 | «Шторм-ДЮСШ-7»  | 7  | 0 | 5 | 230:192 | 26   |
| 3 | УІПА            | 6  | 0 | 6 | 162:244 | 24   |
| 4 | «Тигри Донбасу» | 5  | 1 | 6 | 190:202 | 23   |
| 5 | «Тайфун»        | 5  | 0 | 7 | 122:270 | 22   |
| 6 | «Дніпро»        | 0  | 1 | 7 | 38:224  | 9    |
| 7 | «Арго»          | 1  | 0 | 2 | 44:50   | 5    |
| 8 | «Критал»        | 1  | 0 | 2 | 26:26   | 5    |
| 9 | «Експрес»       | 0  | 0 | 2 | 12:56   | 2    |